# أبو بكر بن عمار
هذه مقالة عن الوزير والشاعر الأندلسي ابن عمار. من أجل استخدامات أخرى، انظر ابن عمار (توضيح).
ذو الوزارتين أبو بكر بن عمار (422 هـ - 477 هـ / 1031 - 1085م)، شاعر وسياسي أندلسي، كان وزيرًا وسفيرًا للمعتمد بن عباد حاكم إشبيلية، ثم خرج عليه واستقل بحكم مرسية عام 471 هـ إلى أن انتزعها منه عبد الرحمن بن رشيق عام 474 هـ.

## سيرته
ولد محمد بن عمار بن الحسين بن عمار المهري القضاعي، في قرية من أعمال شلب تعرف بشنّبوس عام 422 هـ لأسرة متواضعة. رحل في صغره للدراسة في شلب ثم قرطبة، فبرع في الأدب والشعر، واتخذ من الشعر وسيلة لكسب قوته على أبواب الأمراء  يتنقل بينهم إلى أن استقر مقامه ببلاط المعتضد بن عباد، وهناك حاز على إعجاب المعتمد بن عباد. ولما ندب المعتضد ولده المعتمد لحكم شلب جعل المعتمد من ابن عمار معينًا له، وتوثقت بينهما الصلات. وفي عام 461 هـ، عينه المعتمد في بداية حكمه واليًا على شلب لفترة وجيزة، ثم استدعاه المعتمد إلى إشبيلية وولاه وزارته، وكان يعهد إليه بمهام السفارات، وتنفيذ مشاريعه، ويؤثره على خاصته ويبوح له بأسراره.
وفي عام 467 هـ، أرسله المعتمد سفيرًا إلى بلاط ألفونسو السادس ملك قشتالة، لعقد حلف يدفع المعتمد بموجبه خمسين ألف دينار لألفونسو، على أن يعاونه ألفونسو في انتزاع غرناطة من يد صاحبها عبد الله بن بلقين، وتكون أموال غرناطة لألفونسو. بدأ التنفيذ ببناء حصن بالقرب من غرناطة شحنه ابن عمار بالجند ليكون قاعدة لتهديد غرناطة. غير أن معارك المعتمد في قرطبة مع بني ذي النون، اضطرته لإخلاء الحصن، فاحتله جنود غرناطة.
أشار ابن عمار على المعتمد بعدئذ بضرورة الاستيلاء على مرسية، فعهد إليه المعتمد بوضع خطة لانتزاعها من يد صاحبها ابن طاهر، فعقد ابن عمار صفقة مع ريموند برانجيه الثاني كونت برشلونة، يشارك فيها ريموند بفرسانه في حملة ضم مرسية مقابل مبلغ من المال، وقدّم الطرفان الرهائن للوفاء بالصفقة، فقدم المعتمد ابنه الرشيد بن المعتمد، وقدم الكونت ابن أخيه. حاصرت القوتان مرسية، إلا أن المعتمد تلكأ في أداء المال إلى حليفه، فظن الكونت أنه قد غرر به، فقبض على ابن عمار والرشيد، وانسحب بقواته. فأدى المعتمد المال، وبعث معه ابن أخي الكونت، فأفرج الكونت عن الرشيد وابن عمار، وأخفقت تلك الحملة. وفي عام 471 هـ، أشار ابن عمار على المعتمد بتجهيز حملة أخرى بقيادة ابن عمار نفسه على مرسية، فمر ابن عمار بصاحب حصن بلج عبد الرحمن بن رشيق، وسلمه قيادة الحملة. حاصر ابن رشيق مرسية، حتى فتح المدينة.
انتهز ابن عمار الفرصة، واستقل بحكم مرسية، وتصرف فيها تصرّف الملوك، فاستعمل عبيده على الحصون، وانهمك في الشراب، وكفر بفضل المعتمد عليه، فكتب قصيدة هجا فيها المعتمد وزوجته اعتماد الرميكية. وقعت تلك القصيدة في يد أبي بكر بن عبد العزيز صاحب بلنسية الذي لم يكن على وفاق مع ابن عمار عن طريق بعض عملائه في مرسية، فأرسلها إلى المعتمد ليؤلبه على ابن عمار. تزامن ذلك مع تمكّن ابن رشيق من خلع أبي بكر بن عمار من حكم مرسية، منتهزًا خروجه يومًا لتفقد بعض الحصون. فر ابن عمار إلى بلاط ألفونسو السادس، الذي لم يقدم له يد العون، فقصد سرقسطة عند حاكمها المقتدر بن هود، فأكرمه واستخدمه. ثم توفي المقتدر عام 475 هـ، وتقاسم أولاده مملكته، فكانت سرقسطة من نصيب ولده المؤتمن، فظل ابن عمار عنده. ثم أوعز ابن عمار للمؤتمن بفتح حصن شقورة الذي يقع في أراضي دانية، فبعث المؤتمن ابن عمار في ربيع الأول 477 هـ بقوة لفتح الحصن، إلا أن حاكمه ابن مبارك دعا ابن عمار ورجاله لدخول الحصن وأظهر الترحاب لهم، فانخدع ابن عمار، وما كاد أن دخل الحصن، حتى قبض عليه، وأودع السجن. وحين علم المعتمد بالحدث، أرسل ابنه الراضي بالأموال إلى ابن مبارك ليسلمه ابن عمار، فسلم ابن مبارك أسيره للراضي الذي ذهب به إلى قرطبة حيث كان المعتمد يومئذ، ثم أخذه بعد أيام إلى إشبيلية وسجنه. تضرع ابن عمار للمعتمد بأشعاره ليسامحه، إلا أن المعتمد لم يقبل منه اعتذارًا، ثم قتله المعتمد بيده في أواخر عام 477 هـ.

## شخصيته
تمتع ابن عمار بشخصية ميكافيللية وافرة الدهاء لا تردد في الغدر، فلم يدع طريقًا يسلكه للوصول إلى أهدافه إلا وسلكه. كما تميّز ابن عمار بكونه من المعدودين في شعراء الأندلس في زمانه، وأجاد بالأخص شعر الهجاء حتى كان أمراء الأندلس يخشونه لبذاءة لسانه. وقد جمع أبو الطاهر محمد بن يوسف التميمي شعره ورتبه، كذلك ألف أبو بكر بن قاسم الشلبي كتابًا عن تاريخ ابن عمار.
كان ابن عمار أيضًا وزيراً وقائداً وسياسياً ودبلوماسيًا بارعًا ساهم في تعاظم ملك بني عباد سواء بالمشورة أو التنفيذ، فذاع صيته في الأندلس وفي الممالك المسيحية، حتى نسجت حوله الأساطير لعل أشهرها نجاحه في رد حملة لألفونسو السادس على إشبيلية، بأن استغل غرام ألفونسو بلعبة الشطرنج، بأن أمر بأن يصنع لوح شطرنج متقن ومحلّى بالذهب، ولاعبه على إن ينفذ له ألفونسو ما يطلبه إن هو غلبه، وهي الحيلة التي نجحت في رد ألفونسو عن حملته بعد أن غلب ابن عمار ألفونسو في اللعب. وقد كان ابن عمار محل إعجاب ألفونسو السادس حتى أنه كان إذا ذكر عنده يقول عنه «هو رجل الجزيرة».

## من أشعاره
من شعره في تهنئة المعتمد بن عباد وقد ولد له ولدان:
وله من الغزل أيضاً:
وفي استجداء المعتمد حين ليطلق سراحه:
ومما قال في ذم المعتمد بن عباد وأبيه:
وبعض المؤرخين ينسب هذين البيتين للحسن بن رشيق القيرواني
ومما قال في ذم زوجة المعتمد (اعتماد الرميكية):

## في الأعمال الفنية
مُثلت شخصيته في عدد من الأعمال الفنية، وقام بدورها عدة نجوم منهم:
- عبدالله غيث: في مسلسل ابن عمار.
- محمد مفتاح: في مسلسل ملوك الطوائف.
- عمار شلق: في مسلسل المرابطون والأندلس.